# Крымчаки
Крымчаки́ (крымч. кърымчахлар, ед. число — кърымчах; самоназвания до 1917 года: еудилер — «иудеи», Срэль балалары — «дети Израиля») — немногочисленная еврейская этнолингвистическая тюркоязычная группа, представители которой традиционно исповедовали талмудический иудаизм, проживали в Крыму и говорили на крымчакском диалекте (говоре) крымскотатарского языка. В 1960—1990-х годах получила распространение теория о смешанном тюркско-еврейском происхождении крымчаков. Среди самих крымчаков имеются сторонники обеих точек зрения.

## Этническое происхождение
Предположительно существует преемственность крымчаков с древнейшим еврейским населением Крыма. Однако образование крымчаков как особой этнолингвистической группы началось в XIV—XVI веках из представителей еврейских общин Европы, Малой Азии, Кавказа и Ближнего Востока. Анализ крымчакских фамилий выявляет среди них, наряду с тюркскими, ашкеназские и сефардские.
В начале 1920-х годов тюрколог А. Н. Самойлович, изучавший лексику крымчаков, полагал, что они принадлежат к хазарской культуре. С. Заболотный проводил исследования крови, надеясь подтвердить предположение о несемитском происхождении крымчаков. Крымчакский просветитель Евсей Исаакович Пейсах (1903—1977) полагал, что крымчаки — потомки прозелитов, принявших еврейскую веру в начале нашей эры от поселившихся в Крыму немногочисленных евреев.
Антрополог Самуил Вайсенберг отмечал: «Происхождение крымчаков теряется во тьме веков. Одно только можно сказать, что тюркской крови в них меньше, чем в караимах, хотя известное родство обеих народностей с хазарами едва ли можно отрицать. Но крымчаки в течение средних веков и нового времени постоянно смешивались со своими европейскими собратьями. За примесь итальяно-еврейской крови со времён генуэзцев говорят фамилии Ломброзо, Пиастро, Анджело и другие. Случаи смешения с русскими евреями в последнее время участились».
Обобщающие работы по этнографии крымчаков отсутствуют. Имеющаяся сводка фольклорных материалов далеко не полна. Несколько обширнее данные антропонимики, хотя они отражают ситуацию конца XIX — начала XX века, не затрагивая более ранний период, по которому имеются архивные материалы.
Исследование каждой из перечисленных групп источников сможет пролить свет на этногенез малочисленной этнической общности крымчаков.

## История
Предки крымчаков, вероятно, прибыли в Крым в древние времена и селились в греческих колониях. Недавние археологические раскопки обнаружили еврейские надписи в Крыму, датируемые первым веком до н. э. По одной из версий, после того, как римский император Адриан подавил восстание Бар-Кохбы, часть евреев, избежавших казни, были изгнаны на Крымский полуостров.

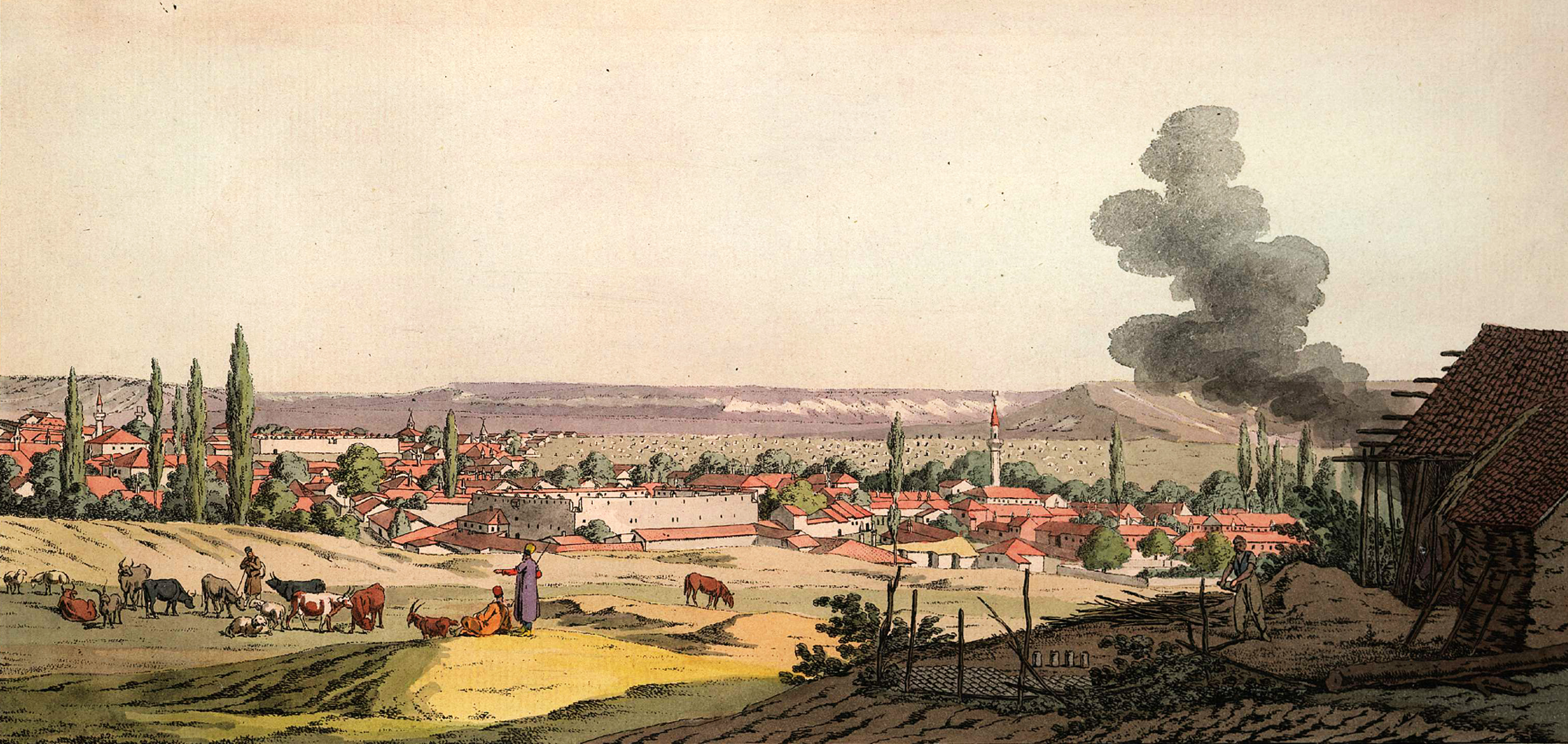
Карасубазар в 1794 году на гравюре К. Гейслера из книги П. С. Палласа

Предполагается, что в XIII веке иудейская община появилась в Кафе. В 1309 там была построена одна из древнейших на территории бывшего СССР синагога, уничтоженная в результате немецкой бомбёжки во время Великой Отечественной войны. Один из представителей иудейской общины Кафы, торговец Хозя Кокоз, участвовал в 1472—1486 в переговорах между Иваном III и крымским ханом Менгли I Гиреем. Известно, что часть их переписки велась на древнееврейском языке. Помимо Кафы и Солхата-Къырыма крупнейшим центром тюркоязы́чных раввинистов (раббанитов) в Крыму стал город Карасубазар (сейчас Белогорск), где в 1516 также была построена синагога. Община крымчаков-раббанитов существовала также в Мангупе.

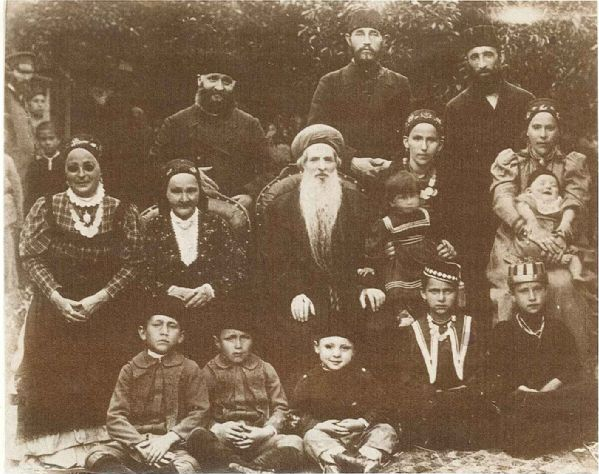
Раввин Хаим Хизкиягу Медини (1832—1904), духовный лидер крымчаков в конце XIX века

В конце XV века иудейская община Крыма значительно увеличилась за счёт евреев-изгнанников из Византии, Испании, Италии, Кавказа и Руси. Вскоре крымчаки начали немного ассимилироваться пришлыми евреями и все они начали сливаться в единое целое на основе принадлежности к иудаизму раввинисткого (то есть не-караимского) образца. Важным фактором в процессе этого объединения стало заимствование разговорного языка, одежды и повседневных обычаев у соседей крымских татар. Тем не менее, в начале XVI века раббанитская община Кафы делилась на землячества, хранившие молитвенный ритуал общин, из которых они происходили — ашкеназский, романиотский или вавилонский. Моше а-Голе выработал общий для крымских еврейских общин молитвенник, получивший название «молитвенник ритуала Кафы» (Махзор минхаг Кафа). Но в этот же период главенствующая роль в еврейской общине Крыма переходит от раббанитов к караимам, которые с этого момента начинают занимать ряд ответственных постов в Крымском ханстве. Раббанитская община остаётся проживать преимущественно в восточной части Крыма, в Кафе и Карасубазаре. Караимы превышали раббанитов-крымчаков и по численности. По некоторым статистическим оценкам, к концу XVIII века раббаниты составляли лишь 25 % от общего числа иудейских подданных Крымского ханства, а караимы — 75 %. Взаимоотношения между крымскими раббанитами и караимами, несмотря на религиозные противоречия, были в целом достаточно добрососедскими, и эти общины часто помогали друг другу.
В XVIII веке общину Карасубазара возглавлял Давид бен Элиэзер Лехно (умер в 1735), автор введения к «молитвеннику ритуала Кафы» и сочинения «Мишкан Давид» («Обитель Давида»), посвящённого грамматике иврита. Он также является автором монументальной исторической хроники «Девар сефатаим» («Речение уст») на древнееврейском языке, посвящённой истории Крымского ханства.
Ко времени присоединения (1783) Крыма к России тюркская раввинистическая крымчакская община Крыма составляла около 800 человек. Приблизительно со второй половины XIX века крымские евреи-раввинисты также начали называть самих себя «крымчаками».
По переписи 1897 было зафиксировано 3345 крымчаков. Перед Второй мировой войной в Крыму проживало около 6 тысяч крымчаков. После захвата немцами Крыма осенью 1941 года все оставшиеся на полуострове крымчаки были расстреляны или убиты другими способами служащими Айнзацгруппы D Отто Олендорфа, в том числе Айнзацкоманды 10А, 10b, 11a Пауля Цаппа и 11b. После войны крымчаков в живых в СССР оставалось около 1000 человек — вернувшиеся мужчины-фронтовики, и немногочисленные семьи, успевшие эвакуироваться.

## Крымчаки после распада СССР
В течение 1990-х несколько десятков семей крымчаков переселилось в Израиль. Крымчаки исповедуют иудаизм и имеют право на репатриацию в Израиль, так как согласно израильскому Закону о возвращении являются частью еврейского народа. Последняя крымчакская синагога в Тель-Авиве закрылась в 1981 году. В Израиле 2 июля 2021 года в г. Тель-Авив — Яффо состоялось официальное учреждение амуты (общественной организации) «Объединение крымчаков Израиля» — «אגודת יהודים קרימצ'אקים בישראל» — «Агудат йехудим кримчаким бэ Йисраэль». Организация носит светский характер и ставит перед собой задачи сохранения памяти, проведение траурных, праздничных мероприятий (общеизраильских и общинных) и культурного развития крымчаков — жителей Израиля.
Общая численность — около 1,2—1,5 тыс. чел., включая 600—700 в Израиле, 126 чел. на Украине (2001), примерно 370 чел. в России, в это число включено 228 чел. живущих Крыму и Севастополе (по данным переписи населения в Крымском федеральном округе в 2014 г.), 173 чел. в Узбекистане (1989).
8 октября 1989 года в Симферополе было создано Культурно-просветительское общество крымчаков «Кърымчахлар», которое возглавил Вениамин Моисеевич Ачкинази (1927—1992). 21 декабря 1990 года решением правления Крымского фонда культуры была учреждена премия имени Евсея Пейсаха, присуждаемая за лучшее исследование в области истории и культуры крымчакского народа. По инициативе «Кърымчахлар» и еврейских организаций Крыма постановлением Верховной Рады АР Крым от 20.10.2004 г. 11 декабря объявлено Днём памяти крымчаков и евреев — жертв нацизма. С 2006 года председателем общества «Кърымчахлар» является заслуженный работник культуры АР Крым Д. Т. Пиркова. В 2004 году в Симферополе был открыт Историко-этнографический музей крымчаков. С 2005 года Крымским обществом крымчаков издаётся научно-популярный, литературно-художественный альманах «Кърымчахлар».
25 июня 2014 года Государственный Совет Республики Крым направил представление в Правительство Российской Федерации с предложением включить в Единый перечень коренных малочисленных народов Российской Федерации крымских караимов и крымчаков. В 2015 году Культурно-просветительское общество «Кърымчахлар» перерегистрировано в Общественную организацию «Крымское общество крымчаков „Кърымчахлар“», в которую вошли местные национально-культурные автономии крымчаков городских округов Симферополь и Керчь.